# Rathaus (Sickershausen)

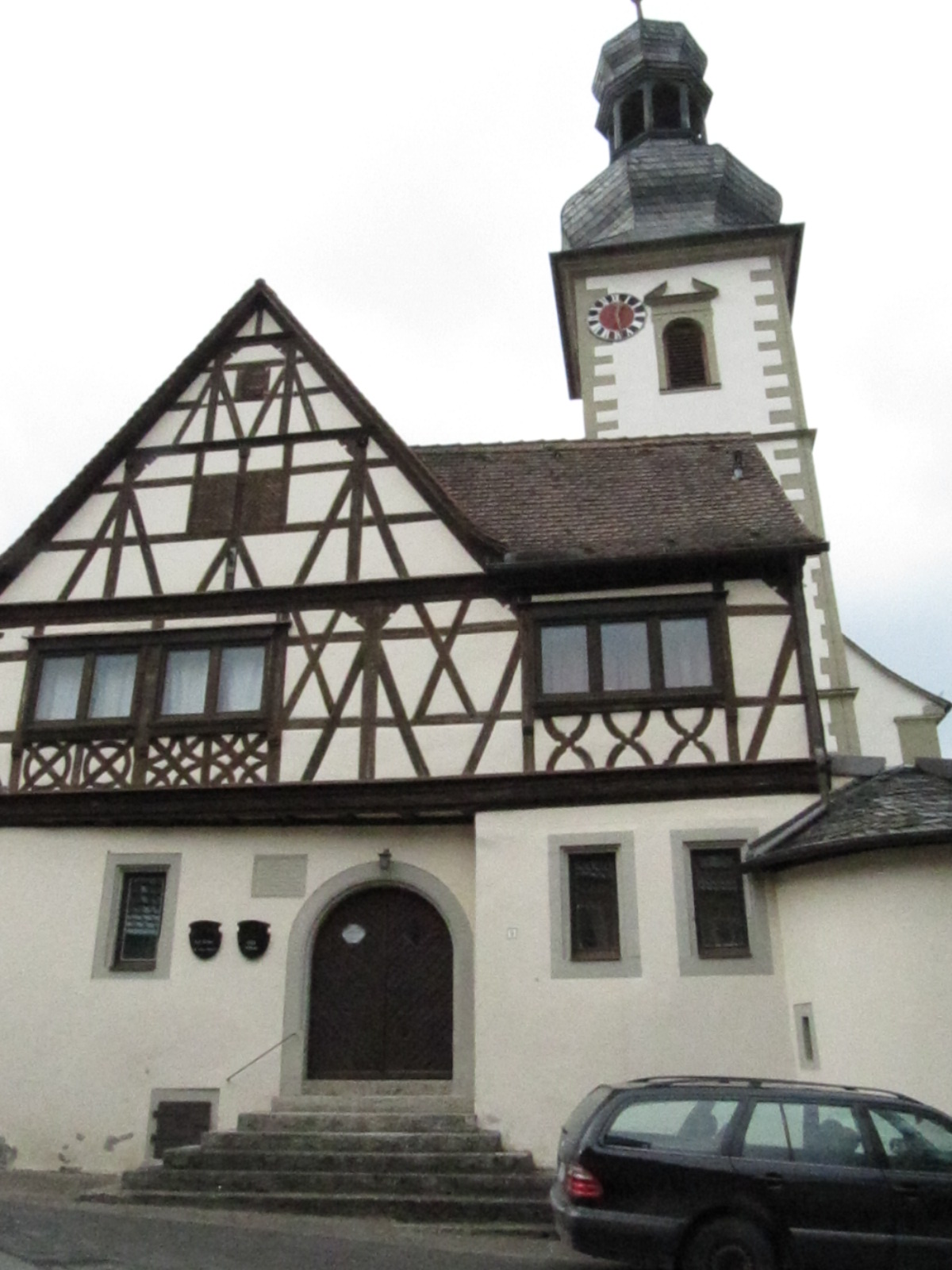
Ehemaliges Rathaus in Sickershausen

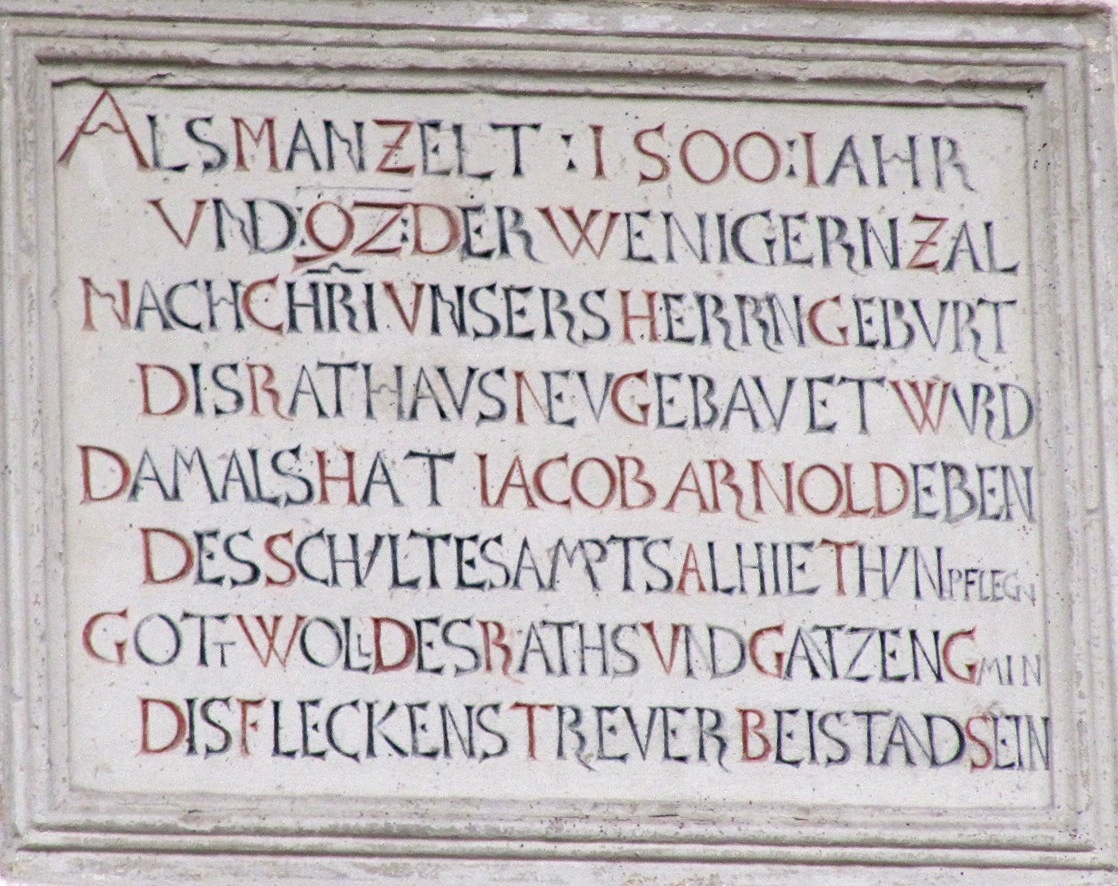
Bauinschrift links vom Portal

Das Rathaus in Sickershausen, einem Stadtteil von Kitzingen im unterfränkischen Landkreis Kitzingen in Bayern, wurde 1592 errichtet. Das ehemalige Rathaus am Kirchplatz 9, hinter der ehemaligen Kirchenburganlage mit der evangelisch-lutherischen Kirche St. Johannes, ist ein geschütztes Baudenkmal. 
Der zweigeschossige Satteldachbau mit profilierten Rahmungen und Fachwerkobergeschoss ist mit Mannfiguren und Andreaskreuzen verziert. Das Rundbogenportal erreicht man über eine Freitreppe.
Im Ratssaal gibt es eine spätgotische Holzdecke und einen Tisch mit Schieferplatte von 1628. 
Seit 1975 ist in den Räumen das Frankenstudio als Regionalmuseum mit Bibliothek untergebracht.